# Jamaica en los Juegos Olímpicos de Londres 2012
Jamaica estuvo representada en los Juegos Olímpicos de Londres 2012 por un total de 50 deportistas que compitieron en  deportes. Responsable del equipo olímpico fue la Asociación Olímpica de Jamaica, así como las federaciones deportivas nacionales de cada deporte con participación.
El portador de la bandera en la ceremonia de apertura fue el atleta Usain Bolt.

## Medallistas
El equipo olímpico de Jamaica obtuvo las siguientes medallas:
| Nombre                                                                         | Deporte   | Competición    |
| ------------------------------------------------------------------------------ | --------- | -------------- |
| Oro                                                                            |           |                |
| Shelly-Ann Fraser-Pryce                                                        | Atletismo | 100 m F        |
| Usain Bolt                                                                     | Atletismo | 100 m M        |
| Usain Bolt                                                                     | Atletismo | 200 m M        |
| Nesta Carter Michael Frater Yohan Blake Usain Bolt                             | Atletismo | 4 × 100 m M    |
| Plata                                                                          |           |                |
| Yohan Blake                                                                    | Atletismo | 100 m M        |
| Shelly-Ann Fraser-Pryce                                                        | Atletismo | 200 m F        |
| Yohan Blake                                                                    | Atletismo | 200 m M        |
| Shelly-Ann Fraser-Pryce Sherone Simpson Veronica Campbell-Brown Kerron Stewart | Atletismo | 4 × 100 m F    |
| Christine Day Rosemarie Whyte Shericka Williams Novlene Williams-Mills         | Atletismo | 4 × 400 m F    |
| Bronce                                                                         |           |                |
| Veronica Campbell-Brown                                                        | Atletismo | 100 m F        |
| Kaliese Spencer                                                                | Atletismo | 400 m vallas F |
| Hansle Parchment                                                               | Atletismo | 110 m vallas M |
| Warren Weir                                                                    | Atletismo | 200 m M        |